# Famille von Zieten
La famille von Zieten est le nom d'une famille noble du pays de la Havel (de) originaire de la maison-mère Groß-Zieten près de Kremmen.

## Histoire
Le premier représentant attesté de la famille est Jacob von Zieten, mentionné dans un document datant de 1300. Depuis le XVe siècle, la famille se présente sous la forme d'une branche "rouge" et d'une branche "noire" avec des armoiries légèrement différentes.
Les sièges de la famille sont Dechtow à Havelland (à partir de 1490 en proportion, à partir de 1735 au complet) et Wustrau à Ruppiner Land (à partir de 1590 en proportion, à partir de 1766 au complet). La fidéicommis Wustrau, fondée en 1852, passe en 1854 après la mort du comte Friedrich von Zieten à sa nièce Caroline Albertine Luise von Zieten (1806–1853) et son mari Wilhelm Ludwig von Schwerin (de), seigneur de Hohenbrünzow, Janow, Landskron (de), Neuendorf, Bartow et Strehlow. Leur fils cadet, Albert von Zieten-Schwerin (de), est élevé en 1859 au rang de comte prussien selon le droit d'aînesse  (primogéniture) issu de chaque mariage noble, avec l'union du nom et des armoiries "Zieten-Schwerin", uniquement pour le propriétaire respectif de Wustrau, tandis que les descendants n'ayant pas accédé à la fidéicommis continuent à porter le nom et les armoiries "von Schwerin". Vers 1630, une lignée Wildberg avec Lögow I se développe à partir de la lignée principale de Wustrau. Lögow I et Wildberg sont en dernier lieu la propriété de Hans Joachim von Zieten-Wildberg (1909-1943). Le domaine est ensuite géré par sa veuve Renate, née baronne von Fritsch (1912-2000) jusqu'à la réforme agraire.

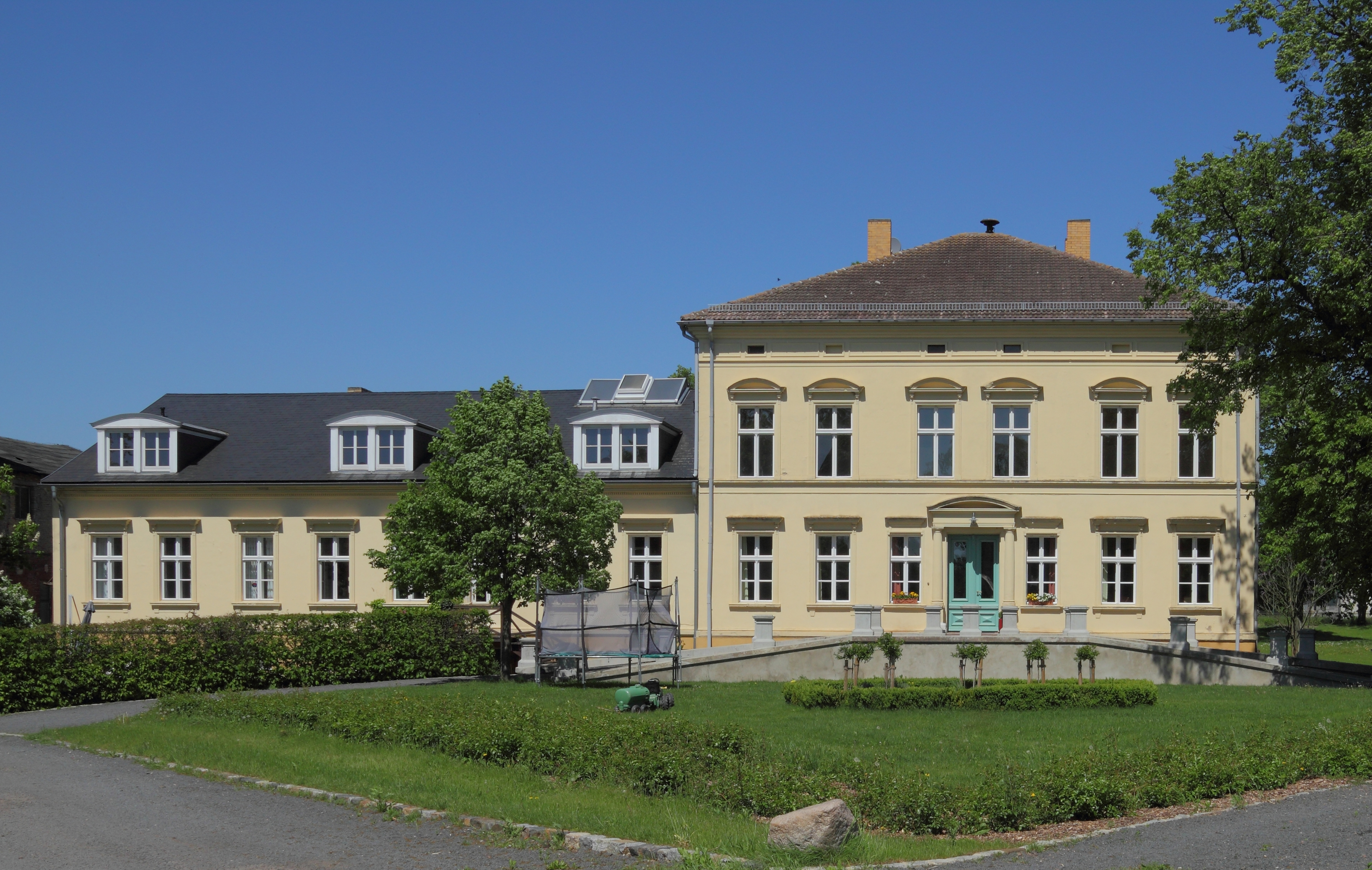
Dechtow
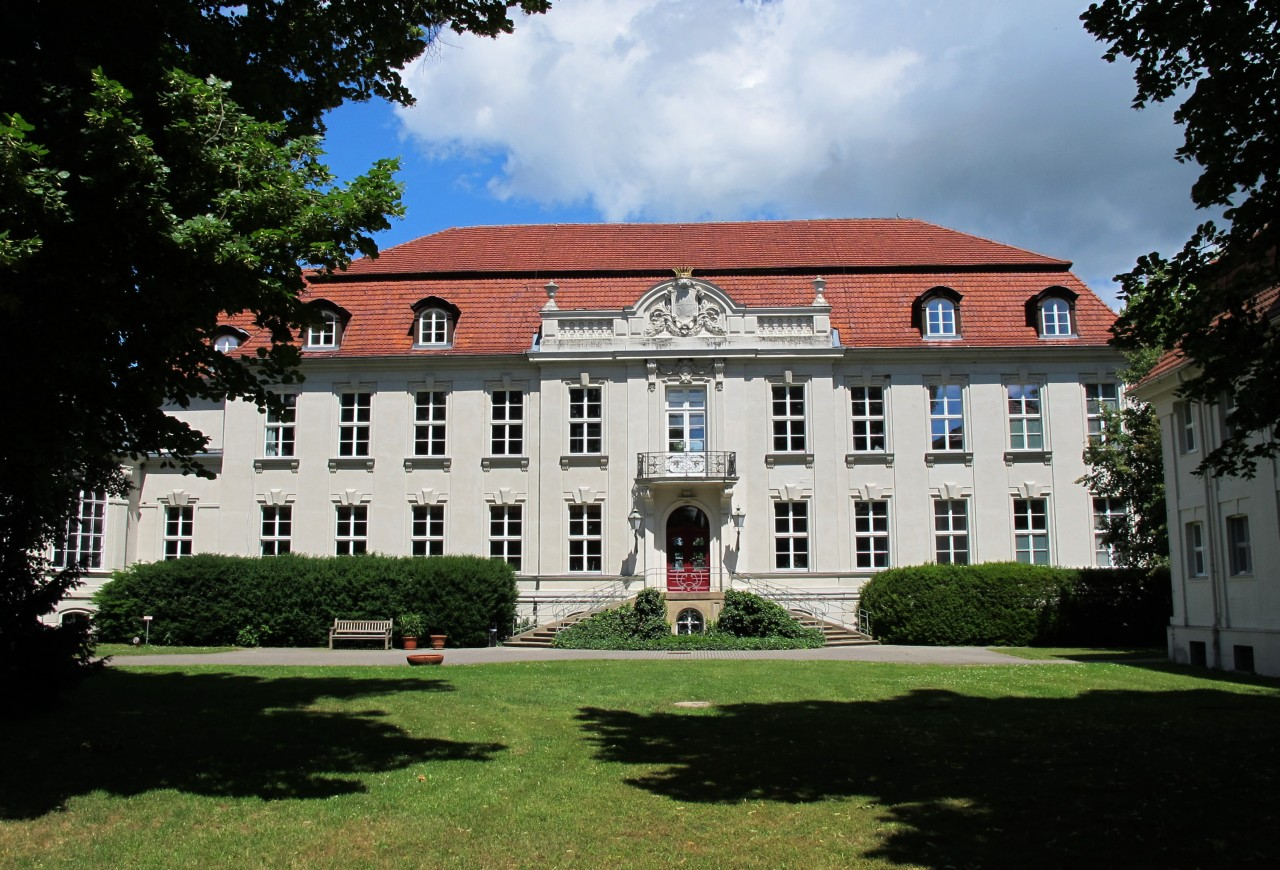
Wustrau

Une autre famille noble existe sous le nom de "von Ziethen". Elle remonte à Ludwig Zieten, le fils illégitime légitimé en 1816 du major Joachim Balthasar von Zieten, qui est anobli en 1838 sous le nom von Ziethen.

### Changements de statut
La branche "noire" été élevée au rang de comte prussien le 3 septembre 1817, la branche "rouge" le 15 octobre 1840. Les deux lignées comtales se sont éteintes. Une lignée comtale von Zieten-Schwerin remonte à Albert von Schwerin, fils adoptif de l'administrateur royal prussien Friedrich von Zieten, qui obtient le statut de comte prussien en 1859.

## Blason

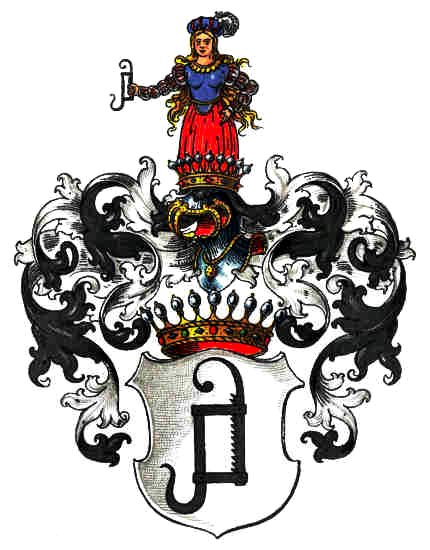
Armoiries des comtes von Zieten (branche "noire")

- Branche"noire" : En argent, une crémaillère noire. Sur le casque avec des lambrequins noires et argentées, une jeune fille en robe rouge en pleine croissance avec une couronne de chêne vert dans ses cheveux flottants, tenant le crochet de la bouilloire dans sa main droite.
- Branche"rouge" : En argent, une crémaillère rouge. Sur le casque avec des couvertures rouges et argentées, une jeune fille en robe rouge en pleine croissance avec des cheveux flottants, à droite une couronne de chêne vert.
- Von Zieten-Schwerin : Le blason est écartelé. Les premier et quatrième champs d'argent contiennent un crochet de bouilloire rouge (von Zieten) en diagonale à gauche, les deuxième et troisième champs d'argent contiennent un diamant rouge (von Schwerin). Deux casques, à droite une jeune fille avec une couronne de chêne vert à la main, à gauche trois plumes d'autruche (en rouge, argent et rouge), chacune recouverte d'un losange de couleur différente.
- Von Ziethen : En argent, une jeune fille aux cheveux flottants, vêtue de rouge, poussant sur une base de bouclier noir, tenant une couronne de chêne vert dans sa main droite. Sur le casque avec des couvertures noires et argentées, un crochet d'escalade rouge.

## Personnalités

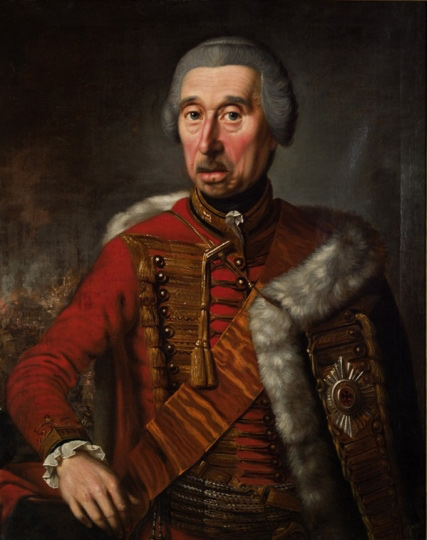
Hans Joachim von Zieten (1699-1786) : Au service militaire du roi de Prusse Frédéric II, l'officier de hussards se distingue à plusieurs reprises pour des réalisations devenues plus tard légendaires. Au, notamment à l'époque wilhelminienne, des rues, des places et d'autres équipements portent souvent son nom.

- Johann Anton von Zieten (de) (1640–1690), général de division prussien, gouverneur de Minden
- Hans Joachim von Zieten (1699-1786), général de cavalerie prussienne au service de Frédéric le Grand, commandant des hussards de Zieten
- Hans Sigismund von Zieten (de) (1704-1758), général de division prussien
- Christian Wilhelm von Zieten (de) (1706–1778) général de division prussien et chef du 43e régiment d'infanterie
- Friedrich von Zieten (1765–1854), de 1800 à 1842 administrateur de l'arrondissement de Ruppin (de)
- Hans Ernst Karl von Zieten (1770–1848), maréchal prussien, commandant de la brigade de cavalerie de Haute-Silésie sous Blücher
- August von Zieten (de) (1784–1844), militaire allemand, acteur de théâtre et chanteur d'opéra (ténor)
- Otto von Zieten (de) (1747-1817), lieutenant général prussien, gouverneur de Königsberg
- Otto von Zieten (de) (1786–1850), lieutenant général prussien
- Albert von Zieten-Schwerin (de) (1835–1922), propriétaire foncier et membre du Conseil d'État prussien